# 细沙钟螺
细沙钟螺，又名丽口螺，是丽口螺科的一個物種。舊屬原始腹足目钟螺科丽口螺属，今屬钟螺目丽口螺科丽口螺亚科的Tristichotrochus属的Tristichotrochus aculeatus。

## 分布
本物種見於台灣龜山島及大韩民国，常栖息在浅海沙底。